# William Smethergell
William Smethergell (ou Smetergell, Smegergill, Smergergill, Smithergale,,), baptisé en 1751 à Londres et mort vers 1836 dans sa ville natale, est un organiste, violoniste, altiste et compositeur britannique de la période classique et adepte du style galant, actif à Londres de 1770 à 1805,.

## Biographie
William Smethergell, fils de William et Elizabeth Smethergell, a été baptisé en l'église de St Peter-le-Poer le 6 janvier 1751,,.
Le 1er avril 1765, son père le place comme apprenti chez Thomas Curtis, de la Weavers' Company, qui fut organiste de l'église de la St Mildred, Bread Street de 1753 à 1806,,. Le 22 novembre 1770, William Smethergell est nommé organiste adjoint de l'église d'All Hallows-by-the-Tower dans le quartier londonien de Barking près de la tour de Londres et, le 26 mai 1775, il est nommé organiste des paroisses unifiées de St Mary-at-Hill et St Andrew Hubbard, tout en gardant sa position à All Hallows dont il devient l'organiste principal en 1782 ou 1783,,.
William Smethergell est également un professeur très actif ainsi que violoniste et altiste principal aux Vauxhall Pleasure Gardens de Londres, où ses symphonies sont jouées,,,.
Le 5 septembre 1779, Smethergell est admis à la Royal Society of Musicians,, mais il en est exclu ultérieurement.
William Smethergell prend sa retraite à All Hallows en 1823 et à St Mary-at-Hill en 1826, après respectivement 40 et 51 ans de service, une longévité exceptionnelle, même pour un organiste.

## Œuvre

### Publications théoriques
William Smethergell a publié deux ouvrages théoriques en 1794 et 1795, dont un traité intitulé A Treatise on thorough bass publié à Londres en 1794,.

### Compositions
Smethergell a publié deux volumes de six symphonies (ou ouvertures), le premier, en tant qu'opus 2, autour de 1775-1778 et le second, en tant qu'opus 5, autour de 1790,. Ses symphonies ont été jouées aux Vauxhall Pleasure Gardens, de Londres comme l'atteste la page de titre de son opus 5, qui porte la mention « Perform'd at Vauxhall Gardens ». Le second volume a été assez populaire que pour mériter une seconde édition.
Certains mouvements de ces symphonies ont été décrits comme « des mouvements délicieux dans un style galant léger et affirmé ». Il s'y distingue « par son don mélodique saisissant » et par « la tendresse mélodique et émotionnelle de ses mouvements lents », ce qui est considéré comme faisant partie d'une tradition anglaise le reliant à des compositeurs tels que Arne et Boyce.
Les autres œuvres conservées de Smethergell comprennent :
- six leçons pour le clavecin, opus 1[3] ;
- six concertos pour clavecin, publiés vers 1775[7],[11]
- Favorite Concerto for the Harpsichord or Pianoforte, publié en 1784 et décrit par le compositeur Samuel Arnold comme l'un des meilleurs ouvrages de Smethergell[3],[11] ;
- trois sonates pour le clavecin ou pianoforte[9],[12] ;
- des sonates pour le piano[9] ;
- des solos pour le violon[9] ;
- six canzonetts pour violon et clavier[3].

Ses concertos pour clavier font preuve d'une imagination et d'une musicalité bien supérieures à celles de la plupart de ses contemporains anglais.

## Enregistrements
- Symphonie op. 5 no 2 sur le CD 18th Century British Symphonies, The Hanover Band, dir. Graham Lea-Cox (Gaudeamus, CD Gau 216)